# Arsenal Filmverleih
Die Arsenal Filmverleih GmbH ist ein unabhängiger deutscher Filmverleih in Tübingen, der auch als Filmproduktionsunternehmen tätig ist und zusammen mit anderen unabhängigen Verleihfirmen ein eigenes DVD-Label betreibt. Neben Musikfilmen ist das Unternehmen u. a. auf skandinavisches und französisches Arthousekino spezialisiert.
Rechtlich selbständig sind die Arsenal Kinobetriebe Stefan Paul KG mit den Spielstätten „Arsenal“ und „Atelier Café Haag“.

## Geschichte
Nachdem der Germanistik- und Amerikanistikstudent und freie Mitarbeiter des SDR, Stefan Paul (* 1946 in Leipzig), Anfang der 1970er-Jahre bereits Filmabende und Rockkonzerte in der linken, durch die Studentenbewegung der 1960er-Jahre beeinflussten Kulturszene Tübingens organisiert hatte, gründete er 1975 mit Egon Nieser den Arsenal Filmverleih als Kommanditgesellschaft, nachdem Paul im Vorjahr bereits das Kino Arsenal gegründet hatte, das als ältestes Programmkino Baden-Württembergs gilt. Die gleichnamige Verleihfirma wurde in der Folge thematisch ähnlich ausgerichtet und war damit einer der ersten unabhängigen Filmverleihe Deutschlands.
Der erste Film, den Arsenal in die deutschen Kinos brachte, war die Anarcho-Groteske Themroc mit Michel Piccoli. Danach spezialisierte sich das Unternehmen auf Musik-Dokumentationen. Ein weiteres Standbein waren amerikanische Independent-Filme, insbesondere das Frühwerk von John Waters von Pink Flamingos bis Hairspray.
Ab 1979 wurde das Verleihprogramm durch Eigenproduktionen ergänzt. Dabei handelte es sich meist um Musikfilme bzw. -dokumentationen, bei denen Stefan Paul Regie führte und teilweise auch für das Drehbuch verantwortlich war. Die erste eigene Produktion war der Musik-Dokumentarfilm Reggae Sunsplash mit Bob Marley und Peter Tosh, der 1979 auf dem gleichnamigen Reggae-Festival aufgenommen wurde.
Einen größeren Stellenwert in jüngerer Zeit hat die Rio-Reiser-Trilogie, die aus Rio Reiser – König von Deutschland (2004), Jan Plewka singt Rio Reiser (2006) und Lass uns’n Wunder sein – Auf der Suche nach Rio Reiser (2008) besteht, sowie der Konzertfilm Mercedes Sosa – Sera posible el sur (1985/2008).
Den größten Erfolg der 1980er erzielte 1983 der romantische Krimi Diva von Jean-Jacques Beineix mit mehr als einer Million Zuschauern. Eine längere Durststrecke in den 1990er-Jahren wurde erst 1999 mit dem Film Der (wirklich) allerletzte Streich der Olsenbande, der letzten Folge der vor allem in Ostdeutschland immens erfolgreichen dänischen Komödienreihe um die kleinkriminelle Olsenbande, beendet. Im Jahr 1999 erwarb der Kinowelt-Konzern die Mehrheit des Arsenal Filmverleihs und dessen gesamten Katalog, nachdem Kinowelt im gleichen Jahr bereits den Filmverlag der Autoren übernommen hatte, um den eigenen Katalog um hochwertige Titel zu ergänzen. Stefan Paul, der sich von dieser Fusion die Erschließung neuer Marktsegmente erhoffte, blieb neben Kinowelt-Chef Michael Kölmel einer der Geschäftsführer der neuen GmbH. Doch schon im Jahr 2000 übernahm Paul wieder die Kontrolle über das Unternehmen, kurz bevor die finanziell angeschlagene Kinowelt Konkurs anmelden musste. In der Folge wurde das Verleihprogramm stärker auf skandinavisches und französisches Kino ausgerichtet.
Mit der norwegischen Komödie Elling (mehr als 500.000 Zuschauer in Deutschland) erfolgte im Jahr 2002 eine weitere Konsolidierung des Verleihgeschäfts; es folgten Arthouse-Filme wie Long Walk Home (2003), Kitchen Stories (2004) und Die Frau des Leuchtturmwärters (2005), Darwin’s Nightmare (2005), Dialog mit meinem Gärtner (2007) und  Lemon Tree (2008).
Bis heute veröffentlicht der Arsenal Filmverleih deutschlandweit jährlich zehn bis zwölf Filme, teilweise werden Filme auch ins deutschsprachige Ausland verkauft. Zum Katalog gehören auch Filme, die mit César, Goldener Palme oder Oscar prämiert sind, die jedoch nicht in das Mainstream-Konzept der großen Multiplex-Kinos passen, und umsatzmäßig riskante Filme, deren Distribution, aufgrund ihres künstlerischen Werts, durch Verleihförderpreise und -zuschüsse unterstützt und teilweise erst ermöglicht wird. Zu letzteren gehören bspw. Filme wie Welcome (2009) von Philippe Lioret und Die Farbe der Milch von Torun Lian.
Seit 2005 betreibt Arsenal zusammen mit ursprünglich acht, inzwischen neun, weiteren unabhängigen Filmverleihfirmen das DVD-Label Good Movies, das die Verwertung der Filmrechte erleichtern soll und dessen Finanzierung, technische Abwicklung und Marketing vollkommen in der Hand der Verleihfirmen liegt. Angesichts der stark geschrumpften deutschen Programmkinolandschaft ist außerdem die Kooperation mit den öffentlich-rechtlichen Fernsehsendern zu einem weiteren wichtigen wirtschaftlichen Standbein des Unternehmens geworden.
Das Unternehmen ist Mitglied in der AG Verleih.

## Auszeichnungen
2001, 2006 und 2010 wurde das Unternehmen „für besondere Leistungen bei der Verbreitung künstlerisch herausragender Filme“ mit dem mit 75.000 € dotierten deutschen Verleiherpreis der Bundesregierung ausgezeichnet. Dabei würdigte die Jury im Jahr 2006 neben dem vielfältigen und anspruchsvollen Verleihprogramm insbesondere das Durchhaltevermögen und die Beständigkeit des Unternehmens auf dem Filmkunstmarkt.

## Filme

### Musikfilme
Von Anfang an standen Musikfilme bei Arsenal Filmverleih im Mittelpunkt.
Zu den erfolgreichsten Musikfilmen der Frühphase des Verleihs zählen AC/DC – Let there be Rock und vor allem Jonathan Demmes Konzertfilm über die Talking Heads, Stop Making Sense. In jüngerer Zeit erschienen z. B. der Dokumentarfilm Standing in the Shadows of Motown (2003) von Paul Justman, der das Motown-PlattenLabel behandelt, The Nomi Song (2005), eine Biographie des avantgardistischen Sänger Klaus Nomi von Andrew Horn, CSNY Déjà Vu (2008), ein politischer Konzertfilm von Neil Young (unter dem Pseudonym Bernard Shakey) über die Band nach ihren Aussagen gegen George W. Bush. Für Aufmerksamkeit sorgte vor allem 2009 die Veröffentlichung des Films It Might Get Loud von Oscar-Preisträger Davis Guggenheim, der die Gitarristen Jimmy Page (Led Zeppelin), The Edge (U2) und Jack White (The White Stripes) porträtiert und sie ihre Geschichte erzählen lässt, die Tango-Dokumentation Der letzte Applaus von German Krahl und 2010 Sounds and Silence über den Gründer und Chef des Labels ECM, Manfred Eicher.
Daneben veröffentlichte Arsenal Filmverleih auch Spielfilme, in denen die Musik eine wichtige Rolle spielt, wie Havanna Blues (2006) von Benito Zambrano oder Swing (2002) und Exil (2006) (beide von Tony Gatlif).

### Französische Filme
Spätestens seit der Veröffentlichung von Philippe Liorets Die Frau des Leuchtturmwärters mit Sandrine Bonnaire im Jahr 2005 liegt das Augenmerk des Arsenal Filmverleihs wieder auf dem französischen Film und folgt damit einer Tradition, die bereits 1983 mit Diva begonnen hatte.
Zu den wichtigsten französischen Filmen im Repertoire gehören Intime Fremde (2004) von Patrice Leconte, Zwei ungleiche Schwestern (2005) von Alexandra Leclère, Herzen (2006) von Alain Resnais, Dialog mit meinem Gärtner (2007) und Tage oder Stunden (2008) von Jean Becker, die Literaturverfilmung Ein Geheimnis von Claude Miller nach dem gleichnamigen Roman von Philippe Grimbert sowie 2009 die Künstlerbiographie Seraphine von Martin Provost über die Malerin des Art Brut Séraphine Louis mit Yolande Moreau und Ulrich Tukur in den Hauptrollen.
Die aktuell relevantesten französischen Filme im Verleih von Arsenal sind das Flüchtlingsdrama Welcome (2010), ebenfalls von Philippe Lioret, das mit Vincent Lindon in der Hauptrolle vom Scheitern der Menschlichkeit an den französischen Migrationsgesetzen erzählt, und die Komödie Fasten auf Italienisch (2010) mit Kad Merad, die sich auf humoristische Weise ebenfalls mit der Migrationsproblematik befasst. Außerdem ist Arsenal der deutsche Verleih von Leos Carax’ Kunstfilm Holy Motors, der 2012 bei den Internationalen Filmfestspielen von Cannes für Furore sorgte.

### Skandinavische Filme
Mit Elling von Petter Næss erzielte Arsenal 2002 das weltweit beste Ergebnis skandinavischer Filme im neben Norwegen, gefolgt von Kitchen Stories von Bent Hamer, Daniel Lind Lagerlöfs  Miffo – Da Braut sich was zusammen und Flickering Lights von Anders Thomas Jensen, aber auch mit Dogma-Filmen wie Kira von Ole Christian Madsen und Open Hearts von Susanne Bier und vor allem mit dem mehrfach preisgekrönten Drama Lilja 4-ever von Lukas Moodysson seine Höhepunkte hatte.

### Mittelmeerraum und naher Osten
Auch dem Mittelmeerraum und dem Nahen Osten widmet Arsenal Filmverleih mit zahlreichen Filmen seine Aufmerksamkeit und behandelt dabei oft auf unterschiedlichste Weise die dortigen Konflikte. Das Repertoire reicht hierbei von Komödien wie Alles was ich an Euch liebe (Spanien, Argentinien 2004) über politische Filme wie Lemon Tree (Israel/Deutschland/Frankreich 2007) von Eran Riklis, Walk on Water (Israel 2004) von Eytan Fox, No Man’s Land (Frankreich/Belgien/Großbritannien/Slowenien 2001) von Danis Tanović oder Das Herz von Jenin (Israel/Deutschland 2008) von Marcus Vetter bis hin zu Arthouse-Spielfilmen wie Jellyfish – vom Meer getragen (Israel/Frankreich 2007) von Etgar Keret und Shira Geffen, Die große Reise (Marokko/Frankreich 2004) von Ismaël Ferroukhi oder Drei Affen (Türkei/Frankreich/Italien 2008) von Nuri Bilge Ceylan.

### Spanischsprachiger Raum
Eine weitere Facette des Repertoires bilden Filme aus dem spanischsprachigen Raum, wobei auch hier die Themenpalette von Komödien wie z. B. Ein ferpektes Verbrechen (2003) von Álex de la Iglesia, Nicotina (Mexiko 2003) von Hugo Rodríguez oder Susos Turm (Spanien 2007) von Tom Fernández bis hin zu Dramen wie Der Wind (Argentinien/Spanien 2005) von Eduardo Mignogna, dunkelblaufastschwarz (Spanien 2006) von Daniel Sánchez Arévalo reicht.

### Deutschsprachige Filme
Der Arsenal Filmverleih brachte auch eine Reihe von deutschen Filmen heraus. Besonders erwähnenswert sind hier Heinrich der Säger, Bin ich sexy?, Wir werden uns wiederseh’n, Pingpong, Viehjud Levi, Tisch No.6 und vor allem die österreichische schwarze Komödie Immer nie am Meer von Antonin Svoboda mit den Kabarettisten Stermann & Grissemann sowie Heinz Strunk in den Hauptrollen, sowie 2011 den mit dem Max-Ophüls-Preis Film Der Mann der über Autos sprang mit Jessica Schwarz und Robert Stadlober.

### Dokumentar- und Experimentalfilme
Arsenal veröffentlicht auch regelmäßig weniger leicht konsumierbare Dokumentar- und Experimentalfilme.
Die Dokumentarfilme reichen dabei von den oben angeführten Musikdokus über Experimentalfilme wie Tarnation von Jonathan Caouette oder The Five Obstructions von Jørgen Leth und Lars von Trier bis hin zu politischen Dokumentationen wie Darwin’s Nightmare von Hubert Sauper oder Das Herz von Jenin von Leon Geller und Marcus Vetter.
Besonders hervorzuheben ist hier der Oscar-Gewinner Man on Wire von James Marsh, der die Geschichte des Hochseilartisten Philippe Petit erzählt, der am 7. August 1974 achtmal zwischen den Türmen des World Trade Centers hin und her balancierte.

### Andere Filme
Neben den behandelten Schwerpunkten veröffentlicht Arsenal Filmverleih außerdem Filme aus der ganzen Welt. Hier seien u. a. folgende Filme genannt: Pi von Darren Aronofsky, Koyaanisqatsi mit Filmmusik von Philip Glass, Beijing Bicycle von Wang Xiaoshuai, Atanarjuat – Die Legende vom schnellen Läufer von Zacharias Kunuk, der erste Film, der auf Inuktitut geschrieben wurde, Secretary von Steven Shainberg, Before Night Falls von Julian Schnabel mit Javier Bardem und Johnny Depp, Tuyas Hochzeit von Wang Quan’an, Junebug von Phil Morrison, Willkommen bei den Rileys von Jake Scott oder Die Frau, die singt von Denis Villeneuve, Kanadas Oscar-Beitrag 2011.

## Filmografie (ab 1997)
1997:
- Trees Lounge
- Little Sister
- Ein Tag im Mai
- HYPE!
- Engelchen
- Lea
- Borowitschi
- Gibt es zu Weihnachten Schnee?

1998:
- Marius & Jeannette
- Alles was ich mag
- Slaves to the Underground
- Fistful of Flies
- Träume bis ans Ende der Welt
- Leben und Tod auf Long Island (Love and Death On Long Island)
- Fred
- Children Of The Revolution

1999:
- Schule des Begehrens
- Pi
- High Art
- Dance of Dust
- Megacities
- Bob Marley – Live in Concert
- Louise – Take 2
- Over the Rainbow
- Viehjud Levi
- Tisch No. 6
- Der Vulkan
- Ein Spezialist
- Der (wirklich) allerletzte Streich der Olsen-Bande
- Es beginnt heute

2000:
- Schöne Venus
- Genghis Blues
- The War Zone
- Marabus
- Tsatsiki – Tintenfische und erste Küsse
- Scardanelli
- Koyaanisqatsi

2001:
- Blumen aus einer anderen Welt
- Too Much Flesh
- Elvis – That’s the Way It Is (Special Edition)
- Der Mistkerl
- Heinrich der Säger
- Ich geh’ nach Hause / Je rentre à la maison

2002:
- Allein unter Nachbarn
- Innocence
- Ali Zaoua, Prinz der Straße
- Beijing Bicycle
- Elling
- Flickering Lights
- Gimme Shelter
- Swing
- Son de Mar
- Kira
- Tsatsiki 2
- Atanarjuat – Die Legende vom schnellen Läufer

2003:
- Der zehnte Sommer
- Hukkle – Das Dorf
- Japón
- Long Walk Home
- No Man’s Land
- Olsenbande Junior
- Open Hearts
- Standing in the Shadows of Motown
- In This World – Aufbruch ins Ungewisse
- Secretary
- Lilja 4-ever

2004:
- Before Night Falls
- Kitchen Stories
- Die Herzen der Männer
- Elling – Nicht ohne meine Mutter
- The Other Final
- The Five Obstructions
- Miffo
- Only the strong survive
- Intime Fremde

2005:
- Das Erbe
- 25 Grad im Winter
- Darwin’s Nightmare
- The Nomi Song
- Walk on Water
- Ein ferpektes Verbrechen
- Die Frau des Leuchtturmwärters
- Bin ich sexy?
- Nicotina
- Zwei ungleiche Schwestern
- Falling Into Paradise
- Die große Reise
- Alles was ich an euch liebe

2006:
- Exil
- Havanna Blues
- Elsa & Fred
- Klimt
- Tarnation
- Eine fatale Entscheidung
- Der Wind
- No.2
- Pingpong

2007:
- Die Farbe der Milch
- Junebug
- Herzen
- Wir werden uns wiedersehen
- 1:1
- Der Traum
- dunkelblaufastschwarz
- Kann das Liebe sein?
- Tuyas Hochzeit
- Immer nie am Meer
- Der Mann von der Botschaft
- Dialog mit meinem Gärtner

2008:
- Von einem der auszog
- Mirikitanis Katzen
- Jellyfish – vom Meer getragen
- Half Nelson
- Der fliegende Händler
- Crosby, Stills, Nash & Young – Déjà Vu
- Couscous mit Fisch
- Lemon Tree
- Ein Geheimnis

2009:
- Séraphine
- Wenn wir zusammen sind
- Die Welt ist groß und Rettung lauert überall
- Susos Turm
- It Might Get Loud
- Laß uns’n Wunder sein
- Home
- Der letzte Applaus
- Das Herz von Jenin
- Tage oder Stunden

2010:
- Welcome
- Die ewigen Momente der Maria Larsson
- Tandoori Love
- La Nana – Die Perle
- Gordos – Die Gewichtigen
- Mademoiselle Chambon
- Rückkehr ans Meer
- Sounds and Silence
- Au Revoir Taipeh

2011:
- Fasten auf Italienisch
- Willkommen bei den Rileys
- Der Mann der über Autos sprang
- Die Frau, die singt
- Das kleine Zimmer
- Im Weltraum gibt es keine Gefühle
- Hotel Deutschland 2

2012:
- Kairo 678
- Der Schnee am Kilimandscharo
- Monsieur Lazhar
- 17 Mädchen
- Holy Motors
- Winterdieb
- Violeta Parra
- Sagrada

2013:
- Renoir
- Eine Dame in Paris
- BB King: The Life of Riley
- Die Jungfrau, die Kopten und ich …